# Navadna bodika
Navadna bodika (znanstveno ime Ilex aquifolium) je vednozeleno drevo z bodičastimi listi.

## Opis
Drevo navadne bodike zraste do višine 10 m in ima gladko lubje, ki je pri mladih rastlinah zeleno, pri starejših pa sivo. Zimzeleni usnjati listi so ovalni ali elipsasti, njihov rob pa je nazobčan in ima ostre bodice. Po zgornji strani imajo povoščen videz, spodnja stran pa je svetlejša in bolj hrapava. Krošnja drevesa je piramidaste oblike.
Cvetovi drevesa so enospolni, majhni in bele barve na kratkih pecljih. Iz oplojenih cvetov se razvijejo majhne jagode rdeče barve, ki imajo na človeka odvajalni učinek, pri zaužitju velikega odmerka pa so celo strupene. V jagodi so štiri semena, s katerimi se rastlina razmnožuje. 
Les je trd in obstojen, zato so ga včasih uporabljali namesto ebenovine, saj je njegova struktura podobna. Bela barva lesa je primerna za nanose različnih barv. Iz lesa navadne bodike se izdeluje šahovske figure in ročaje posod v katerih se streže vroče napitke in hrano, saj les dobro prenaša visoke temperature.
Skorja drevesa vsebuje veliko tanina in gost lepljiv sok iz katerega so včasih kuhali »ptičji lim« za limanice.

## Razširjenost
Navadna bodika slabo prenaša apnena tla in ima rada vlažne lege. Uspeva v srednji in južni Evropi vse do Kavkaza, na jugu pa jo najdemo od Irana do Severne Afrike. Razmnožuje se s semeni in potaknjenci.
Kasneje so navadno bodiko začeli saditi na Novi Zelandiji, hladnejših predelih Avstralije, v Severni Ameriki in na severovzhodnem Pacifiku, kjer je kmalu postala zelo razširjena in je začela ogrožati naravno ravnovesje gozdov.

## Navadna bodika v Sloveniji
Navadna bodika je v Sloveniji zakonsko zaščitena. Zaradi izkopavanja mladih drevesc za presajanje je bila vedno redkejša. Redka avtohtona nahajališča bodike v Sloveniji so hladna flišna pobočja zahodne Vipavske, Osilniške dolina ob Kolpi in v nekaterih drugih območjih, kjer ni pretoplega in presuhega poletja in ni preostre zime.